# Olympische Sommerspiele 1904/Leichtathletik – Stabhochsprung (Männer)
Der Stabhochsprung der Männer bei den Olympischen Spielen 1904 in St. Louis wurde am 3. September 1904 im Francis Field ausgetragen.
Das US-Team konnte einen Dreifacherfolg feiern. Es siegte Charles Dvorak, LeRoy Samse gewann die Silbermedaille. Louis Wilkins errang Bronze.

## Rekorde
Die damals bestehenden Weltrekorde waren noch inoffiziell.
| Weltrekord         | 3,69 m | Norman Dole    | USA        | Oakland (USA), 23. April 1994         |
| Weltrekord         | 3,69 m | Fernand Gonder | Frankreich | Paris (FRA), 26. Juni 1904            |
| Olympischer Rekord | 3,30 m | William Hoyt   | USA        | Finale OS Athen (GRE), 10. April 1896 |
| Olympischer Rekord | 3,30 m | Irving Baxter  | USA        | Finale OS Paris (FRA), 15. Juli 1900  |

Folgende Rekorde wurden im Stabhochsprung bei diesen Olympischen Spielen gebrochen oder eingestellt:
| OR | 3,505 m | Charles Dvorak | USA | 3. September |

## Ergebnis
| Platz | Name           | Land        | Höhe   |                         |
| ----- | -------------- | ----------- | ------ | ----------------------- |
| 1     | Charles Dvorak | USA         | 3,50 m | OR                      |
| 2     | LeRoy Samse    | USA         | 3,35 m | Entscheid. im 2. Stech. |
| 3     | Louis Wilkins  | USA         | 3,35 m | Entscheid. im 2. Stech. |
| 4     | Ward McLanahan | USA         | 3,35 m | Entscheid. im 2. Stech. |
| 5     | Claude Allen   | USA         | 3,35 m | Entscheid. im 2. Stech. |
| 6     | Walter Dray    | USA         | 3,00 m |                         |
| 7     | Paul Weinstein | Deutschland | 3,00 m |                         |

| Platz | Name           | Land        | Höhe (m) |
| ----- | -------------- | ----------- | -------- |
| 1     | Charles Dvorak | USA         | 3,50 OR  |
| 2     | LeRoy Samse    | USA         | 3,43000  |
| 3     | Louis Wilkins  | USA         | 3,43000  |
| 4     | Ward McLanahan | USA         | 3,35000  |
| 5     | Walter Dray    | USA         | k. A.000 |
| 6     | Claude Allen   | USA         | k. A.000 |
| 7     | Paul Weinstein | Deutschland | k. A.000 |

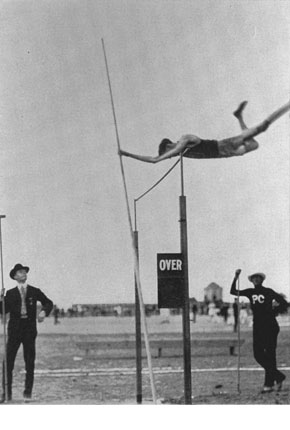
Bild vom Stabhochsprungwettkampf

Charles Dvorak benutzte als erster Stabhochspringer Bambusstäbe anstelle der bisher üblichen aus Eschen- oder Hickoryholz. Nachdem er als Olympiasieger feststand, versuchte er sich noch am neuen Weltrekord von 3,71 m, scheiterte jedoch in drei Versuchen. Nachdem er vier Jahre zuvor wegen der leidigen Sonntags-Problematik, die dazu führte, dass zahlreiche Sportler aus religiösen Gründen bei den sonntags stattfindenden Wettbewerben auf einen Start verzichteten, als Mitfavorit nicht teilgenommen hatte, holte Dvorak nun hier in St. Louis das Versäumte nach und gewann olympisches Gold. Nicht unter den Teilnehmern bei diesen Spielen war der französische Mitinhaber des Weltrekords Fernand Gonder, der vielleicht ein ernsthafter Konkurrent für Charles Dvorak hätte sein können.
Die wahrscheinlichste Variante zu den weiteren Platzierungen findet sich in der bei SportsReference beschriebenen Darstellung. Die entsprechende Resultatsauflistung stimmt mit der Auflistung bei Kluge überein. Abweichend sind die Ergebnisse bei zur Megede und auf der IOC-Seite benannt. Dort deutet allerdings alles darauf hin, dass offenbar nicht zwischen Hauptwettkampf und Stechen unterschieden wurde, was die Unterschiede erklären würde. Nicht erklärbar ist allerdings der Unterschied in der Rangliste für die Plätze fünf und sechs. Das muss hier offenbleiben und kann nur gegenübergestellt werden, wie in den Tabellen oben geschehen. Im Folgenden wird die Darstellung mit Stichkämpfen wie bei SportsReference beschrieben.
Louis Wilkins, LeRoy Samse, Claude Allen und Ward McLanahan, hatten jeweils 3,35 m überquert. Eine Fehlversuchs- oder Mehrversuchsregel gab es noch nicht, also musste die Entscheidung in einem Stechen fallen. Hier schafften Allen und McLanahan nur 3,275 m, während Wilkins und Samse 3,43 m übersprangen. Die Entscheidung zwischen den nun jeweils zwei höhengleichen Springern fiel dann in einer zweiten Stichkampfserie, deren Leistungen nicht überliefert sind.

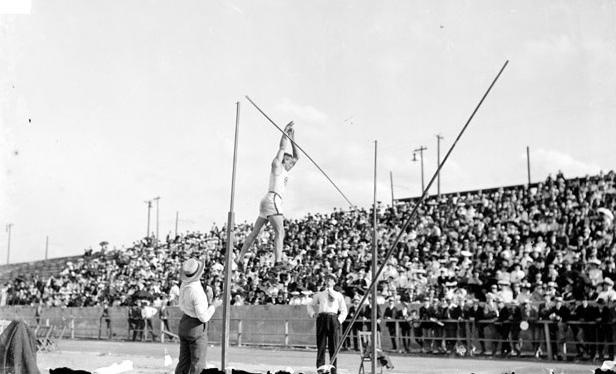
Goldmedaillengewinner Charles Dvorak bei einem seiner Sprünge
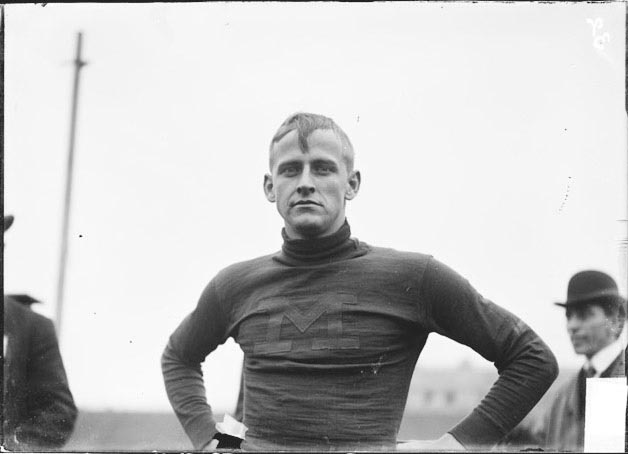
Olympiasieger Charles Dvorak
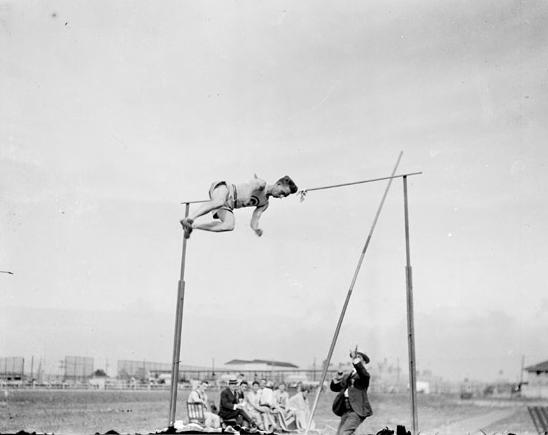
Der Olympiadritte Louis Wilkins

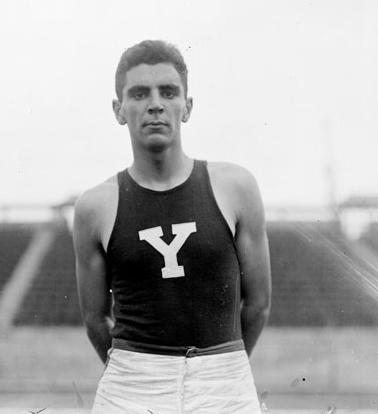
Ward McLanahan belegte den vierten Platz
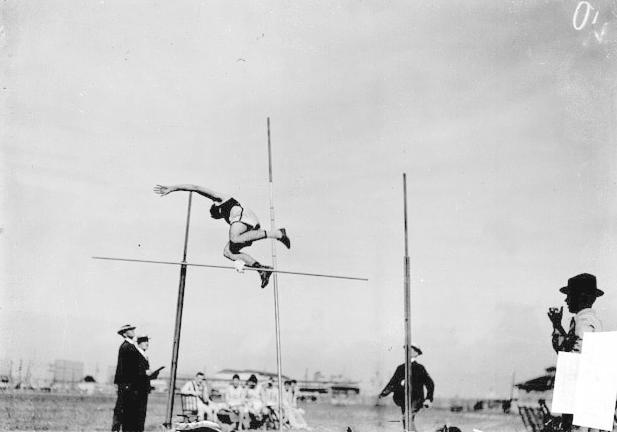
Ward McLanahan beim Stabhochsprung